# Pien Sanders
Pien Sanders (11 juni 1998) is een Nederlands hockeyster. Sanders komt sinds 2010 uit voor Den Bosch en speelde daarvoor bij MHC Udenhout, MHC Berkel Enschot en TMHC Forward.
Op 23 januari 2017 debuteerde ze in de Nederlandse hockeyploeg. Met het Nederlandse team won Sanders onder meer het Europees kampioenschap in 2017 en 2021, en de Champions Trophy in 2018.
Door een hersenschudding die Sanders opliep tijdens een wedstrijd tegen Argentinië op een toernooi ter voorbereiding op het wereldkampioenschap 2018 in Londen miste de verdedigster het WK. Ze werd vervangen door een andere speelster van Den Bosch, Sanne Koolen.
Sinds mei 2025 heeft Sanders een relatie met voetbalster Jill Roord.

## Internationale erelijst
- Hockey World League 2017
- Europees kampioenschap 2017
- Champions Trophy 2018
- Europees kampioenschap 2021
- Olympische Spelen 2020 (2021) te Tokio
- Hockey Pro League 2021/2022
- Wereldkampioenschap 2022
- Hockey Pro League 2022/23
- Europees Kampioenschap 2023
- Olympische spelen 2024 in Parijs
- Europees kampioen 2025

Felice Albers · 
Margot van Geffen ·  
Eva de Goede · 
Marloes Keetels · 
Josine Koning · 
Sanne Koolen · 
Laurien Leurink · 
Caia van Maasakker · 
Frédérique Matla ·  
Laura Nunnink · 
Malou Pheninckx · 
Pien Sanders ·  
Lauren Stam · 
Maria Verschoor · 
Xan de Waard · 
Lidewij Welten · 
Coach: Alyson Annan
Felice Albers ·  
Joosje Burg  ·  
Pien Dicke ·  
Luna Fokke ·  
Yibbi Jansen ·  
Marleen Jochems ·  
Sanne Koolen ·  
Renée van Laarhoven ·  
Frédérique Matla ·  
Freeke Moes ·  
Laura Nunnink ·  
Lisa Post ·  
Pien Sanders ·  
Marijn Veen ·  
Anne Veenendaal (K) ·  
Maria Verschoor ·  
Xan de Waard  ·  
Coach: Paul van Ass